# Konak Radić à Mali Borak
Le konak Radić à Mali Borak (en serbe cyrillique : Конак Радића у Малом Борку ; en serbe latin : Konak Radića u Malom Borku) se trouve à Mali Borak, dans la municipalité de Lajkovac et dans le district de Kolubara, en Serbie. Il est inscrit sur la liste des monuments culturels protégés de la république de Serbie (identifiant no SK 2039),,.

## Présentation

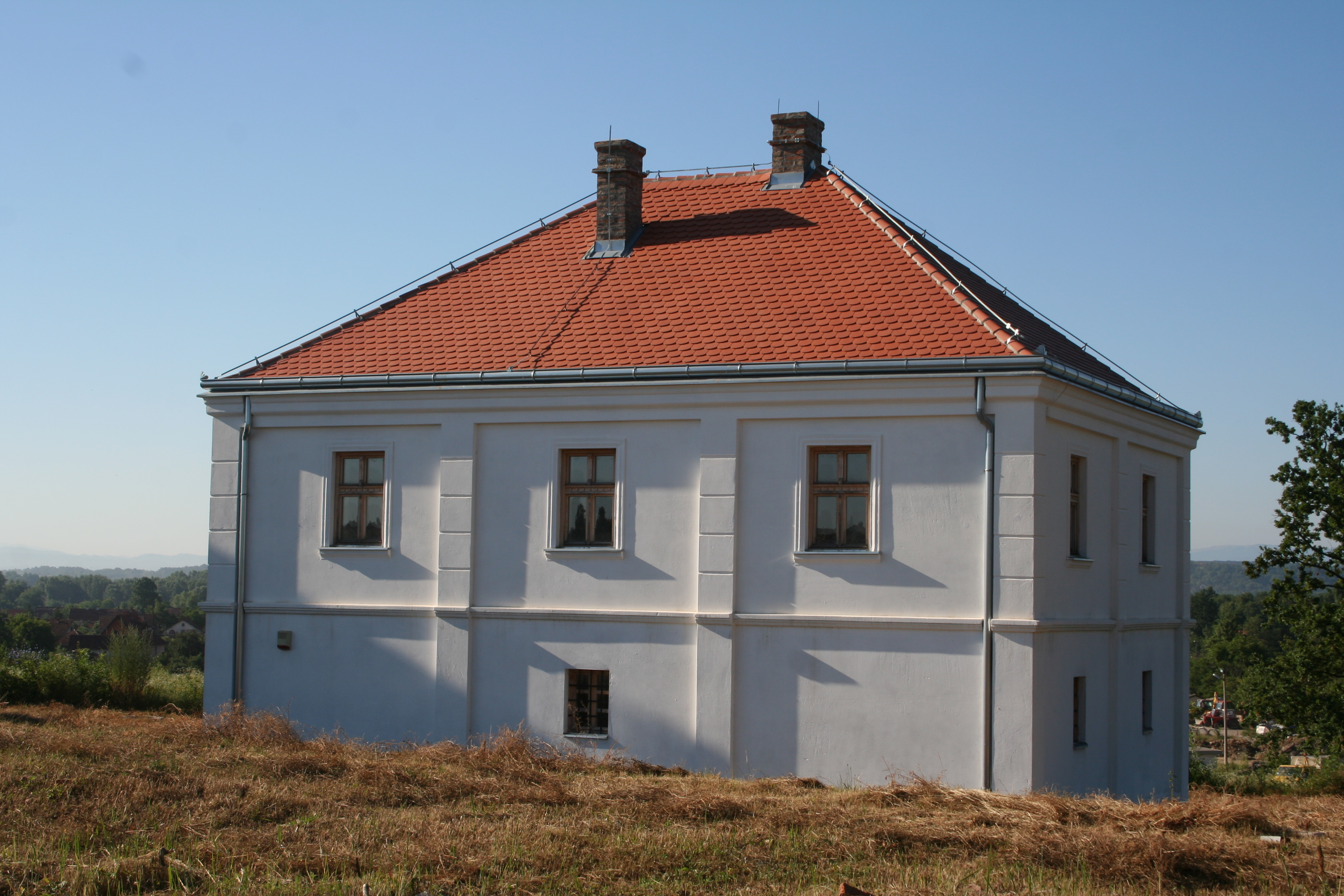
Autre vue du konak.

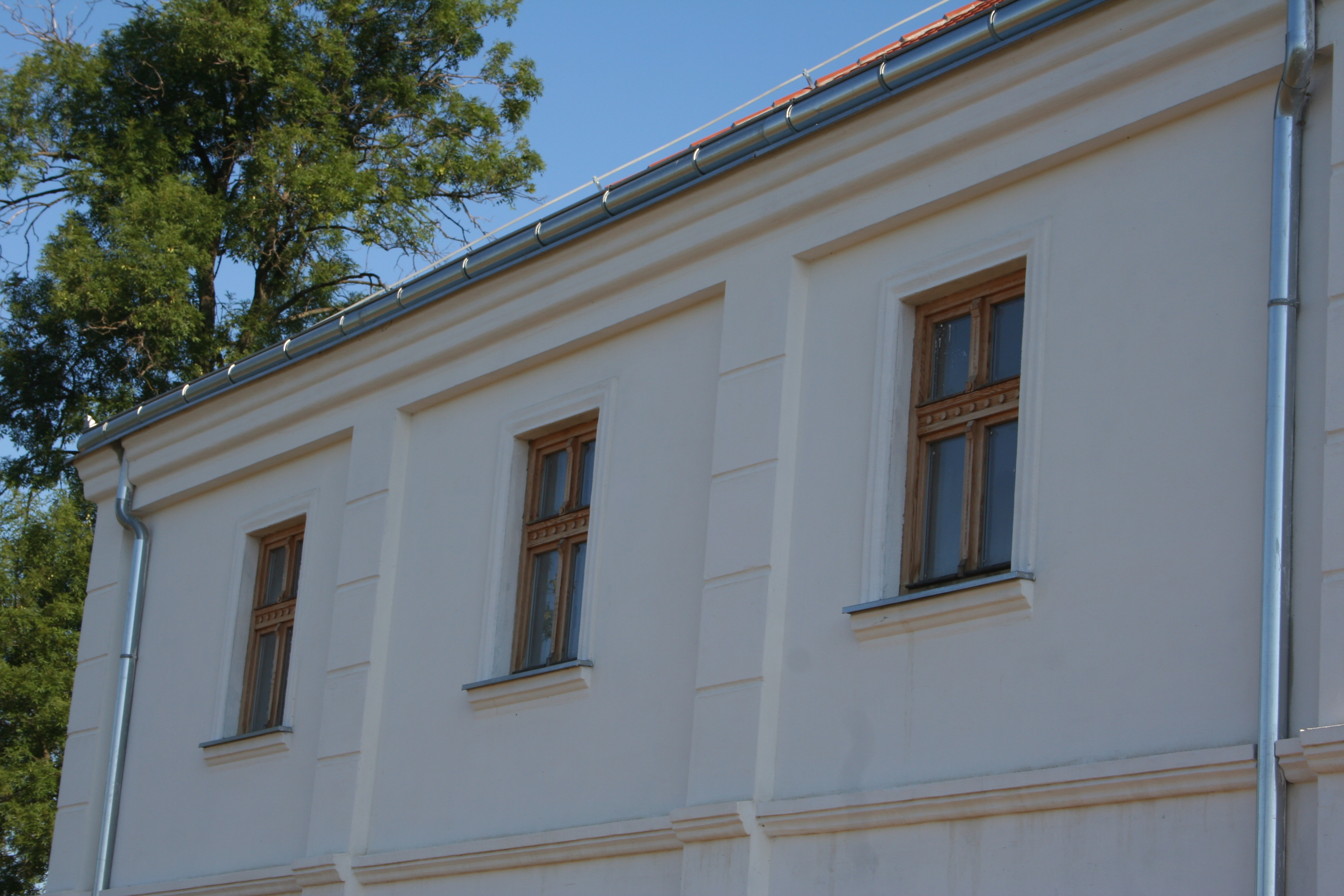
Détail d'une façade.

Le konak a été construit à la fin du XIXe siècle pour la famille Radić, une riche famille d'agriculteurs qui travaillait dans le commerce du bétail.
De plan rectangulaire, il mesure 12,32 m sur 9,40 m ; constitué d'un rez-de-chaussée et d'un étage, il est surmonté d'un toit à quatre pans recouvert de tuiles. Sur les façades, les étages sont marqués par des cordons profilés, notamment celui de la corniche qui court sous le toit. Le konak est construit en briques, tout comme les voûtes qui séparent les étages. Des supports en acier renforcent ces voûtes, tandis que les plafonds et le toit sont en bois.
Le konak est aujourd'hui dans un bon état de conservation car il est toujours habité et entretenu par la famille Radić ; il témoigne de l'évolution de l'architecture rurale dans la région de la Tamnava et dans la Serbie septentrionale dans le dernier quart du XIXe siècle.

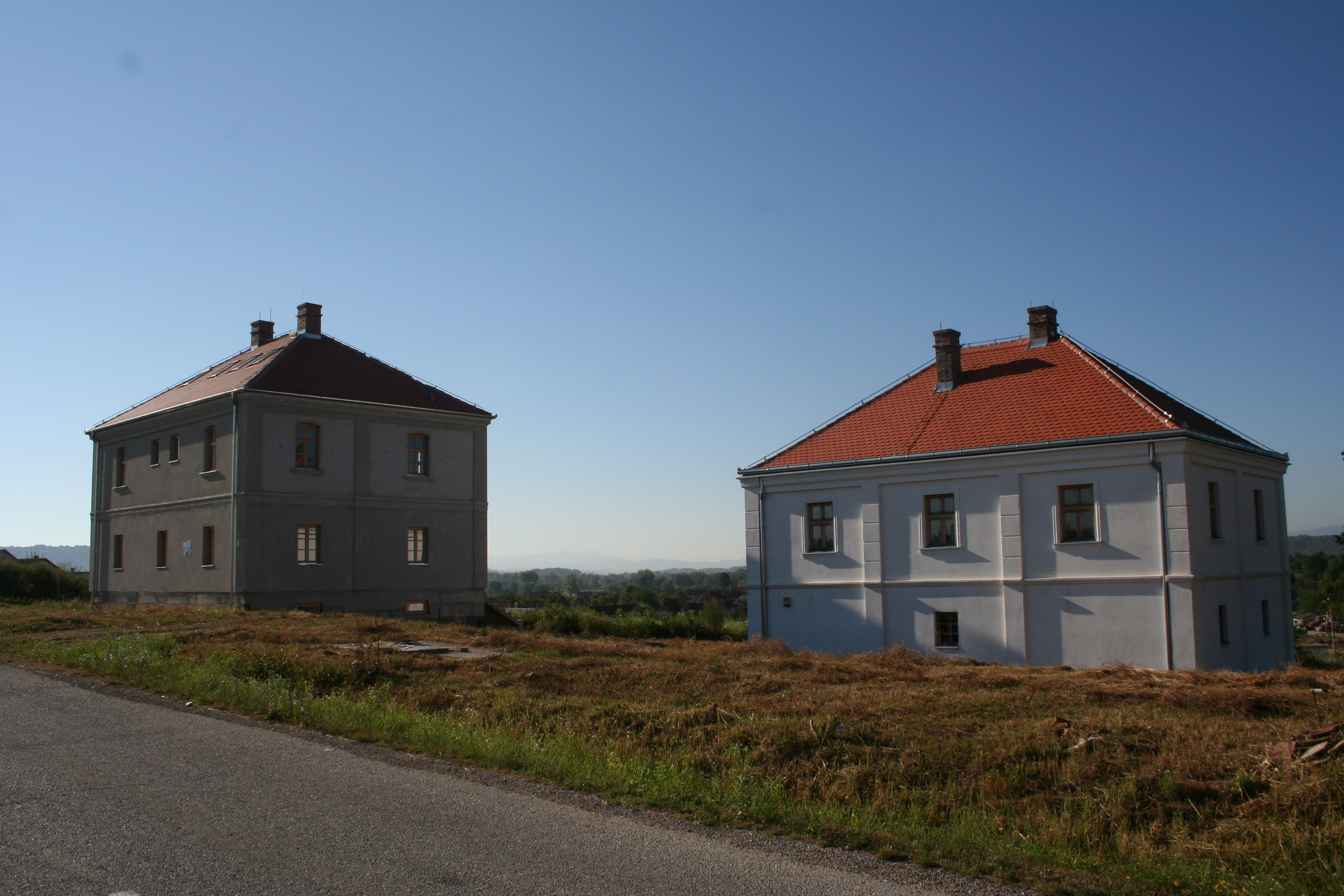
Le konak de Brena Mihajlović (à gauche) et le konak Radić (à droite) à Mali Borak